# فرط المني
فرط المني (بالإنجليزية: Hyperspermia)‏ هو مصطلح طبي يشير قذف الذكر كمية كبيرة من المني بشكل غير طبيعي. الرجال المصابون بفرط المني لهم رغبة جنسية أكبر من غيرهم.
ضمور المني هو المصطلح المعاكس لفرط المني. والمصابون بفرط المني يقذفون كمية تفوق 5.5 مل.